# Barry Barish
Barry Clark Barish (Omaha (Nebraska), 27 januari 1936) is een Amerikaans experimenteel natuurkundige en Nobellaureaat. Hij is een leidend expert op het gebied van zwaartekrachtgolven.

## Biografie
Barish werd geboren in Omaha als zoon van Lee en Harold Barish. Hij bezocht de John Marshall High School en studeerde daarna natuurkunde aan de Universiteit van Californië - Berkeley. Hij behaalde zijn bachelordiploma in 1957 en promoveerde in 1962 in de hoge-energiefysica. Vanaf 1963 was hij werkzaam bij California Institute of Technology (Caltech), waar hij in 1966 universitair docent werd, in 1969 universitair hoofddocent en in 1972 hoogleraar. In 1991 werd hij benoemd tot "Ronald and Maxine Linde Professor of Physics". Sedert 2005 is hij hoogleraar-emeritus. Tussen 1984 en 1996 gaf hij leiding aan de High Energy Physics Group van Caltech.

## Werk
De eerste experimenten voerde Barish uit in het Fermilab. Gebruikmakend van hoogenergetische neutrinobotsingen onthulde hij de quarksubstructuren van de nucleon. Deze experimenten behoorden tot de eerste die de elektrozwakke wisselwerking waarnam, een belangrijk bewijsstuk in unificatietheorie van Sheldon Glashow, Abdus Salam en Steven Weinberg.
In de jaren 1980 gaf hij leiding aan MACRO, een experiment dat plaatsvond in een grot in het Italiaanse Gran Sasso. Dit experiment zocht naar exotische deeltjes, zogenaamde magnetische monopolen. Ook bestudeerde men doordringende kosmische deeltjes, inclusief neutrinometingen dat belangrijk bewijs opleverde dat neutrino's massa hebben en dat ze oscilleren.
In 1994 werd hij benoemd tot hoofdonderzoeker bij de Laser Interferometer Gravitational-Wave Observatory (LIGO) en van 1997 tot 2005 was hij er directeur. Onder zijn leiderschap werden in Livingston en Hanford LIGO-interferometers gebouwd. Met deze LIGO-meters werden in 2015 de eerste zwaartekrachtgolven waargenomen als gevolg van het versmelten van twee zwarte gaten. De ontdekking ervan werd in februari 2016 officieel bekendgemaakt.

## Erkenning
Gedurende zijn wetenschappelijke loopbaan werd Barish meerdere malen onderscheiden. In 2002 ontving hij de "Klopsteg Award" van de American Association of Physics Teachers, in 2016 de Erico Fermi Prize (samen met Adalberto Giazotto) van de Italian Physical Society en in 2017 zowel de Henry-Draper-medaille, de Prinses van Asturiëprijs (samen met Thorne en Weiss) als de Nobelprijs voor Natuurkunde. Volgens het Nobelcomité ontving Barish de Nobelprijs, als 'wetenschapper en leider die het project tot voltooiing bracht en op die manier zorgde dat deze veertig jaar lange poging culmineerde in de meting van zwaartekrachtsgolven'.